# Psylotowate
Psylotowate (Psilotaceae J.W. Griff. & Henfr.) – rodzina roślin, jedyna w obrębie rzędu psylotowce (Psilotales Prantl) z klasy nasięźrzałowych. Obejmuje dwa rodzaje (psylot i tmezypterys) z co najmniej 12 gatunkami. Ze względu na specyficzną budowę jej przedstawicieli, jej pozycja systematyczna była długi czas niejasna i zmienna. W klasyfikacjach przedstawiających stan wiedzy na początku XXI wieku grupa ta jest siostrzaną względem rzędu nasięźrzałowców Ophioglossales. Rośliny te występują na różnych kontynentach w strefie klimatu równikowego i w ciepłym klimacie umiarkowanym. Najbardziej zróżnicowane są w rejonie południowo-wschodniej Azji, Australii i Oceanii, gdzie rosną oba rodzaje, w tym wszystkie z rodzaju tmezypterys.

## Morfologia

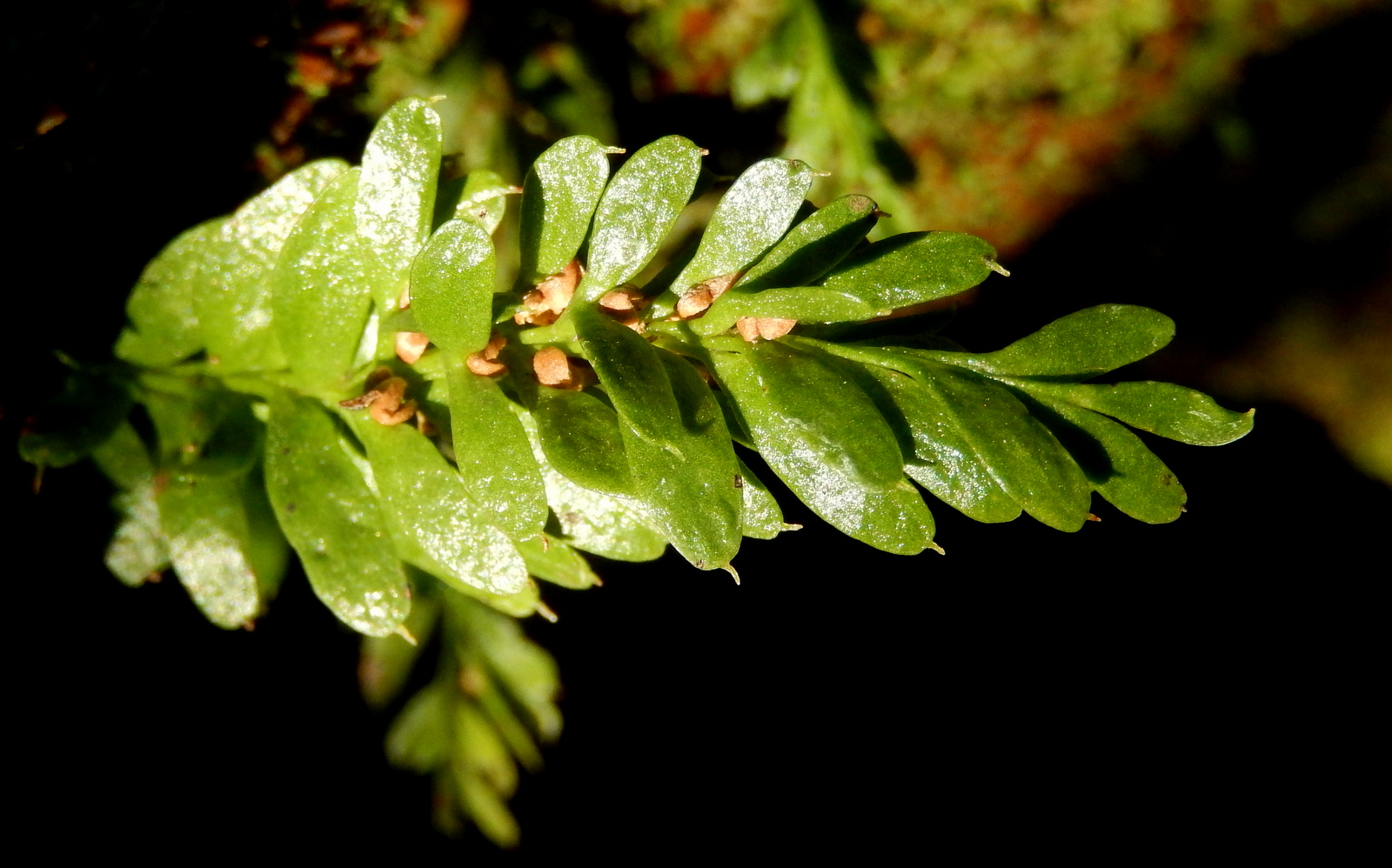
Tmesipteris ovata

GametofityRozwijają się jako twory podziemne, wydłużone, rozgałęziające się dychotomicznie, okrągłe na przekroju. Są bezzieleniowymi myko-heterotrofami. Mają prostą budowę anatomiczną, w tym zredukowaną tkankę przewodzącą. Endogenicznie powstają w nich z komórek epidermalnych liczne rodnie i plemnie.
SporofityPokolenie wieloletnie z podziemnym kłączem i pędem nadziemnym. Część podziemna bez korzeni, zamiast nich obecne są chwytniki. Części nadziemne roślin są wzniesione lub zwisające, zielone, nierozgałęzione lub rozgałęzione dychotomicznie albo pierzasto. Pokryte są drobnymi mikrofilami (z pojedynczą żyłką przewodzącą) lub enacjami – drobnymi wypustkami pozbawionymi wiązki przewodzącej. Zarodnie mają grube ściany i zrastają się w synangia po dwie w przypadku Tmesipteris i po trzy u Psilotum. Rozwijają się one na końcach trzoneczków, które u Tmesipteris zrosły się prawdopodobnie z listkami. Zarodnie pękają podłużnymi szparami uwalniając liczne zarodniki (ponad tysiąc w każdym z synangiów) o kształcie podobnym do nasion fasoli.

## Systematyka
Rodzina psylotowatych Psilotaceae, obejmująca rodzaje Psilotum i Tmesipteris, należy do monotypowego rzędu Psilotales w różnych systemach klasyfikacyjnych.
Istotnej zmianie uległa natomiast pozycja systematyczna całej tej grupy. Przez długi czas rośliny te były bowiem postrzegane jako najbardziej prymitywne spośród roślin naczyniowych. Uznawano je za blisko spokrewnione z kopalnymi ryniofitami i psylofitami. Dopiero badania molekularne dowiodły, że są one siostrzane dla nasięźrzałowców i zaliczone powinny być do szeroko ujmowanych paproci.
W klasyfikacjach Chase'go i Reveala (2009) oraz Christenhusza i innych (2011), porządkujących klady roślin w układzie rang systematycznych, po umieszczeniu wszystkich roślin telomowych w randze klasy Equisetopsida, psylotowate zaliczone zostały do podklasy nasięźrzałowych Ophioglossidae, stanowiącej odpowiednik klasy psylotowych (Psilotopsida) w systemie Smitha i innych (2006). Psylotowate (wraz z rzędem psylotowców) zostały włączone do podklasy nasięźrzałowych Ophioglossidae także w kolejnych klasyfikacjach Christenhusza i Chase'ego (2014), w systemie PPG I (2016), Ruggiero i in. (2016), czy Nitta i in. (2022).
Podział psylotowców
- rząd: psylotowce (Psilotales Prantl, Lehrb. Bot., ed. 5: 183. 5 Jan 1884)
  - rodzina: psylotowate (Psilotaceae J. W. Griff. & Henfr., Microgr. Dict.: 540. 1 Nov 1855)
    - rodzaj: Psilotum Swartz – psylot
    - rodzaj: Tmesipteris Bernhardi – tmezypterys